# Unión Cívica Radical
Unión Cívica Radical (UCR, svenska: ”Radikala medborgarunionen”) är ett socialliberalt politiskt parti i Argentina, grundat 1891. Partiet är medlem i Socialistinternationalen.

## Historia
Unión Cívica Radical grundades som ett liberaldemokratiskt parti 1891, med den urbana medelklassen som bas. Efter införandet av demokrati 1916 valdes UCR-kandidaten Hipólito Yrigoyen till president, och påbörjade ett socialt reformarbete i landet för att förbättra arbetarklassens levnadsstandard. Från 1940-talet utgjorde partiet den huvudsakliga oppositionella kraften mot Juan Perón och peronismen. En splittring i partiet skedde under 1950-talet, då vissa medlemmar började förespråka samarbete med peronisterna, exempelvis Arturo Frondizi (landets president 1958–62). Motståndare till en allians med peronismen bildade ett annat parti under Arturo Umberto Illia (president 1963–66).
Partiet var förbjudet under militärjuntan 1976–83. Efter juntans fall var partiet en ledande kraft i demokratiseringsprocessen i landet, under president Raúl Alfonsín. Under 1990-talet var partiet i oppositionsställning mot president Carlos Menem. År 1999 segrade UCR-kandidaten Fernando de la Rúa i presidentvalet, men tvingades 2001 avgå efter en omfattande ekonomisk kris som ledde till massprotester. I presidentvalen 2015 och 2019 gav partiet sitt stöd åt högerkandidaten Mauricio Macri.